# Tempio etrusco

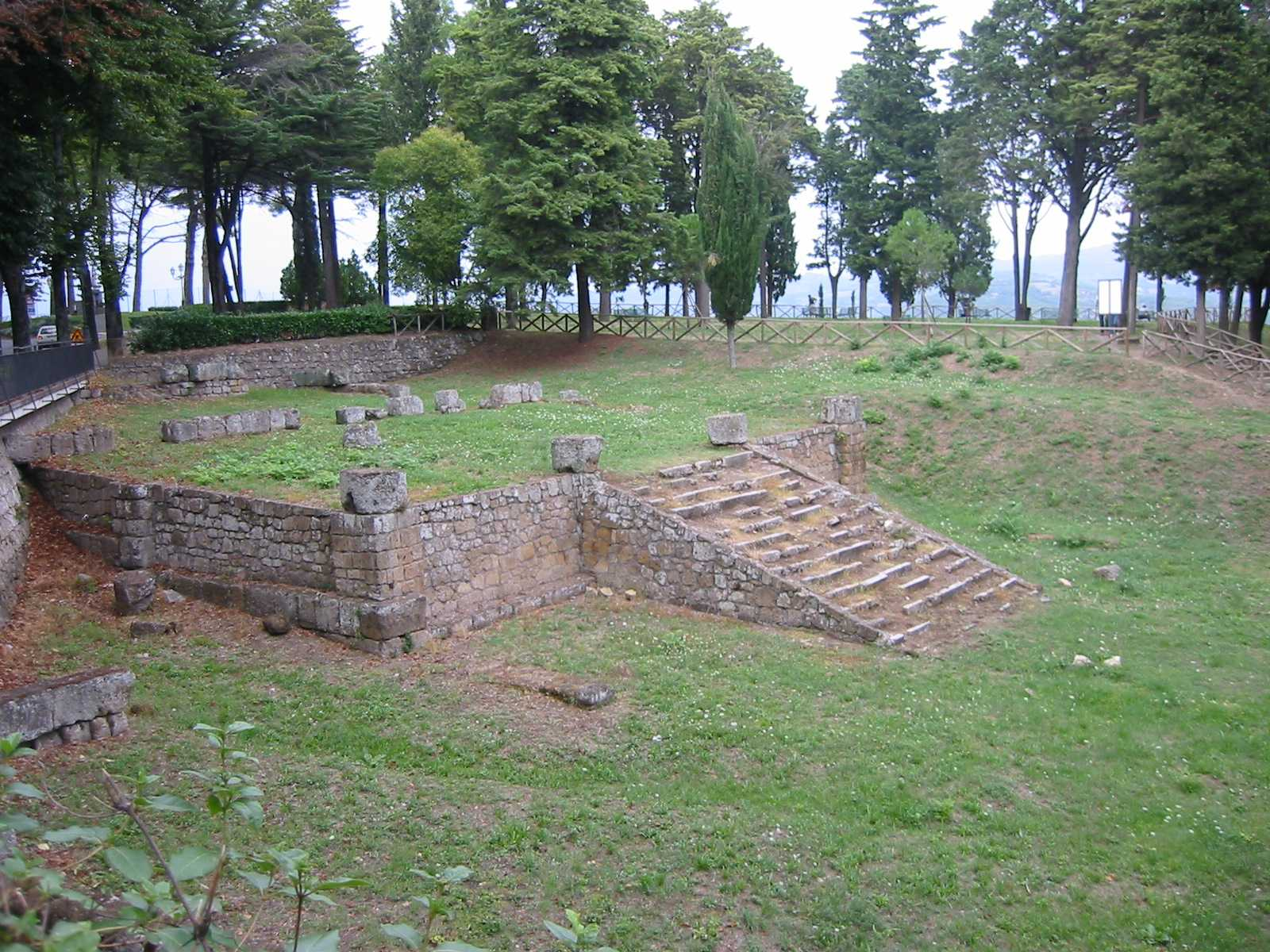
Basamento del tempio etrusco del Belvedere Orvieto.

Il tempio etrusco  è una tipologia architettonica che gli Etruschi utilizzavano per celebrare una divinità e per celebrare riti anche di divinazione.

## Storia
Dalla fine del VII secolo a.C. si datano alcuni edifici che iniziarono a caratterizzarsi come luoghi sacri distinti dal palazzo del sovrano, ma la tipologia del tempio etrusco nacque solo nel secondo quarto del VI secolo a.C., come spazio adibito alla conservazione della statua di culto e degli arredi sacri e si consolidò in forma canonica alla fine dello stesso secolo. 
A differenza dei templi greci che ebbero una complessa evoluzione, la tipologia dei templi etruschi rimase sostanzialmente immutata nel tempo, e Vitruvio nel suo trattato la tramandò mettendo in rilievo i suoi caratteri arcaici.  Il canone vitruviano è stato sostanzialmente confermato dalle indagini archeologiche, che tuttavia ci hanno restituito solo i basamenti, visto che le colonne e tutto il resto dell'alzato erano lignee come nei più antichi templi greci.
I trattatisti classicisti a partire dal XVI secolo credettero anche di individuare in relazione al tempio etrusco anche uno specifico ordine tuscanico.

## Caratteri
Il tempio, costruito fuori dal centro abitato, era elevato su un alto podio accessibile attraverso una scalinata, solo frontale. 
La planimetria più semplice aveva una cella  rettangolare unica come nel più antico tempio poliadico di Veio. Mentre le tipologie più diffuse erano invece a tre celle ovvero ad alae, ossia a cella unica ma con due corridoi laterali. La pianta a cella unica poteva avere o essere priva di colonne in facciata, la pianta con tripartizione della cella presentava nel pronao una doppia fila di colonne, in assenza o presenza di prolungamento dei muri laterali della cella. 
Raramente era periptero; tuttavia nella tipologia ad alae le ali laterali potevano essere chiuse da muri, o separate dalla cella solo tramite colonne (tipologia detta periptero sine postico).
Esempi di tempio a tre celle sono il tempio tempio del Belvedere di Orvieto, datato agli inizi del V secolo a.C., e il tempio A di Pyrgi. Il tempio B di Pyrgi, il più antico dei due, e il tempio di Satrico, dedicato alla Mater Matuta, datato alla metà del VI secolo a.C., hanno invece cella unica e peristasi.
Il tempio etrusco aveva una ricca decorazione architettonica fittile, che comprendeva statue acroteriali come il tempio detto di Apollo a Veio le cui terracotte sono conservate al Museo nazionale etrusco di Villa Giulia a Roma, tra le quali il noto Apollo di Veio.